# Acraea kigezia
Acraea kigezia är en fjärilsart som beskrevs av Francis Gard Howarth 1959. Acraea kigezia ingår i släktet Acraea och familjen praktfjärilar. Inga underarter finns listade i Catalogue of Life.